# Fregata de l'Ascensió
La fregata de l'Ascensió (Fregata aquila) és un ocell marí de la família dels fregàtids (Fregatidae). Amb hàbits pelàgics, cria a terreny rocós i cornises de l'Illa Ascensió, dispersant-se després pel mar. Pot arribar fins a la costa occidental d'Àfrica.